# Inácio Martínez Madrid
Monsenhor Frei Inácio Martínez Madrid OAR (Baños de Valdearados, 31 de julho de 1902 — Purus, 16 de março de 1942) foi um frade espanhol radicado no Brasil, administrador apostólico e depois prelado da Prelazia de Lábrea, de 1930 até sua morte.

## Biografia
Inácio nasceu em Baños de Valdearados, Burgos, Espanha, em 31 de julho de 1902, filho de Galo e Isabel. Aos doze anos de idade, ingressou na Ordem dos Agostinianos Recoletos em Ágreda, na província de Sória. Fez o noviciado em Berlanga de Duero e professou sua fé em 21 de setembro de 1918, em Villaviciosa de Odón.
Cursou teologia em Monachil (Granada) e concluiu sua preparação em Ribeirão Preto, São Paulo, recebendo o presbiterato das mãos de Dom Alberto José Gonçalves, em 20 de março de 1926. Logo após, foi destinado por seus superiores para a Prelazia de Lábrea, no Estado do Amazonas, atualmente sufragânea da Arquidiocese de Porto Velho, a qual a Santa Sé havia confiado aos padre de sua Ordem.
Foi primeiramente pároco durante dois anos; depois foi secretário do primeiro administrador apostólico, Mons. Marcelo Calvo e, quando este renunciou por motivo de doença, foi eleito pela Santa Sé o segundo administrador, em 27 de junho de 1930. Na ocasião, contava apenas 28 anos de idade.
Percorreu toda aquela grande prelazia várias vezes, e frequentemente era atacado de febres, ao ponto de dizer a seus confrades que "já estava familiarizado com as febres e que estas gostavam tanto dele que todos os anos impreterivelmente vinham visitá-lo ao menos uma vez".[carece de fontes?] Sua saúde, no entanto, não resistiu, ao que ele faleceu de febre palustre aos 39 anos de idade em 16 de março de 1942, no Alto Purus, onde se encontrava em visita de desobriga e a caminho do Congresso Eucarístico nacional de Manaus.

## Causa de beatificação
Em 10 de abril de 1996, o então bispo-prelado de Lábrea, Dom Jesús Moraza, OAR, solicitou ao então arcebispo de Madri, Antonio María Rouco Varela, que aceitasse a causa da beatificação de Frei Inácio, pois, além da dificuldade de se nomear uma comissão que pudesse se ocupar do processo e da instrução da mesma, não havia testemunhos da santidade de Frei Inácio na Prelazia de Lábrea, e sim em Madri.
Assim, em 22 de fevereiro de 2000, ocorreu na Paróquia de Santa Mônica de Madri, a abertura do processo diocesano sobre as vida, as virtudes e a fama de santidade de Frei Inácio, que terminou em 30 de novembro de 2004. Em 17 de dezembro do mesmo ano, o processo foi entregue à Congregação para as Causas dos Santos, em Roma, da qual ainda se aguarda o decreto de validez da fase diocesana.